# Schoenoplectus californicus
Schoenoplectus californicus là loài thực vật có hoa trong họ Cói. Loài này được (C.A.Mey.) Soják miêu tả khoa học đầu tiên năm 1972.

## Hình ảnh

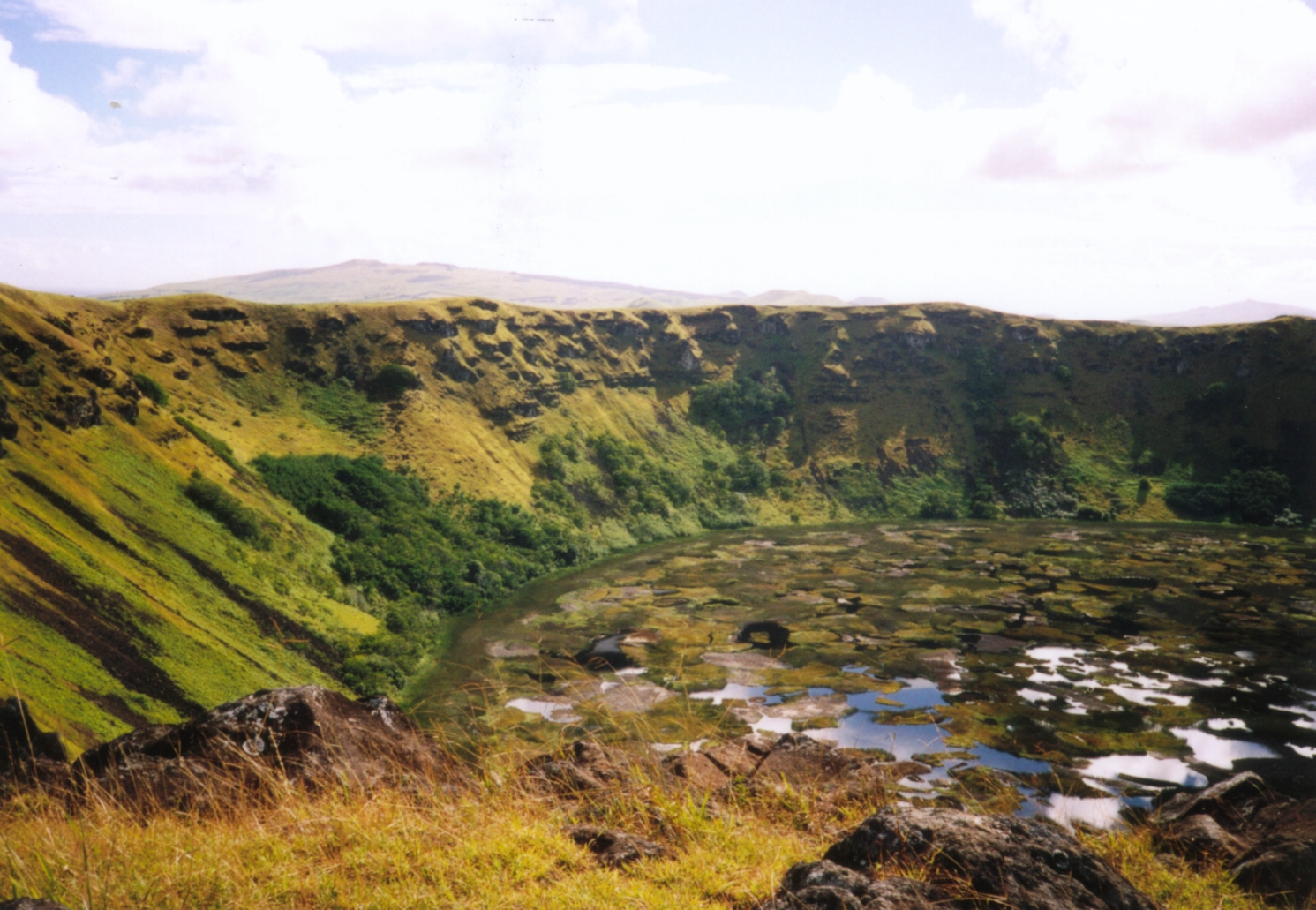
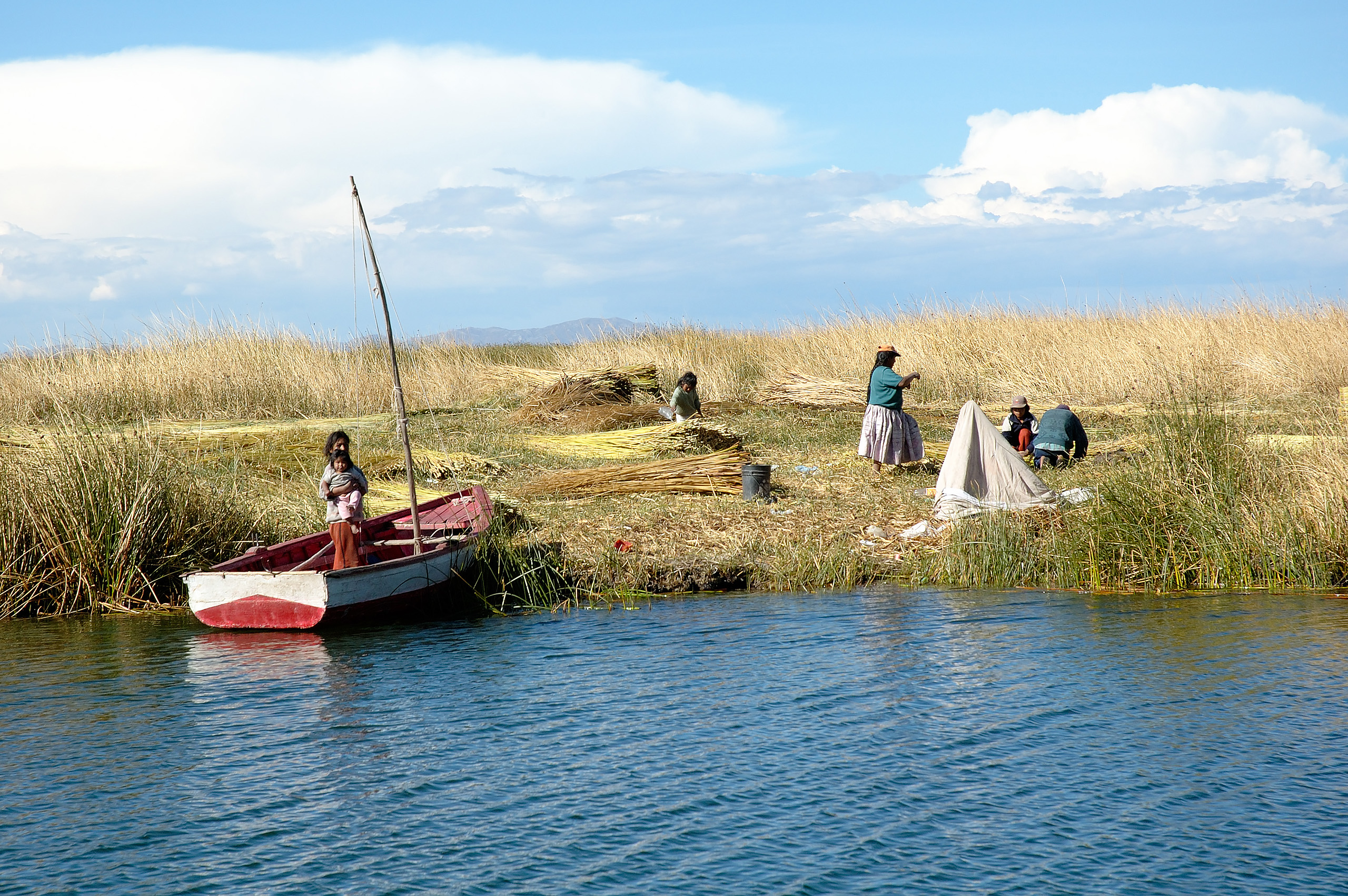
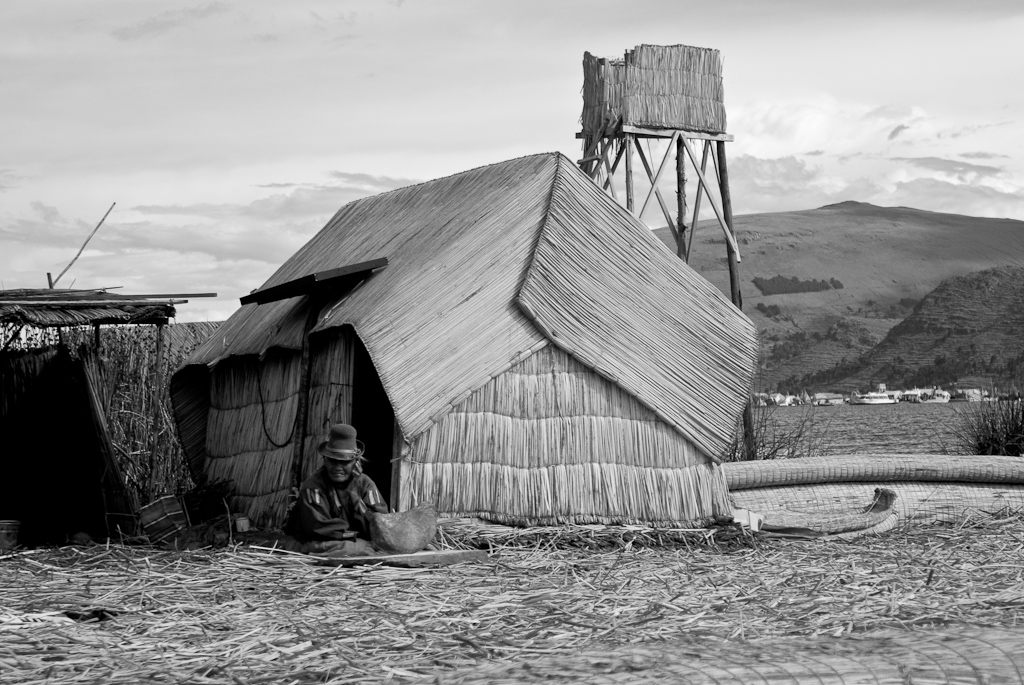